# 劉存義
劉存義（1523年—1575年），字質卿，改字敬仲，號漢樓，湖廣襄陽衛人，軍籍，明朝政治人物。

## 生平
嘉靖二十五年（1546年）丙午科湖廣鄉試第六十八名。曾任涿州文学，典壬子科河南乡试。嘉靖三十二年（1553年），登三甲第六十三名進士。兵部观政，授浙江平湖知县，三年任满，擢任浙江道监察御史，以母亲去世归家。補江西道御史，巡按山东，监臨乡试，四十一年上计，入掌河南道印，以終養歸。後以累荐，萬曆二年（1574年）正月起復原職，六月升大理寺右寺丞，八月轉左寺丞，三年五月病卒，年五十三。

## 家族
曾祖劉璧；祖父劉鐘，新鄭縣丞；父劉大經，母馮氏。兄刘存仁。